# Rydze (Siemionki)
Rydze (niem. Nienstedten) – część wsi Siemionki w Polsce, położona w województwie warmińsko-mazurskim, w powiecie giżyckim, w gminie Wydminy.
W latach 1975–1998 Rydze administracyjnie należały do województwa suwalskiego. 